# 看我72變 (歌曲)
〈看我72變〉（英語：Magic）是臺灣歌手蔡依林的歌曲，收錄於其第五張錄音室專輯《看我72變》。該歌曲陳鎮川作詞、Edward Chan和Charles Lee作曲、王治平製作。該歌曲為網路遊戲《神之領域首部曲惡魔島》廣告主題曲，作為專輯單曲於2003年2月19日由新力音樂發行。

## 背景
2002年9月16日，蔡依林表示已收錄五首歌曲，並將開始錄製新專輯。同年12月7日，媒體報導新專輯預計於翌年1月發行。2003年2月12日，新力音樂舉辦新歌試聽會，邀請薛忠銘、馬毓芬、袁惟仁等音樂人討論打歌順序。同月13日，媒體報導專輯將於同年3月7日發行。

## 創作
該歌曲前奏神秘且俏皮，利用電腦技術模擬三弦音色。整體融合迪斯可和嘻哈元素，具有強烈跳躍感。

## 音樂影片
MV由鄺盛執導，注重電腦合成效果的細節和真實感，耗資新臺幣兩百萬元，利用電腦技術將舞者替換為遊戲《神之領域首部曲惡魔島》中的角色和蔡依林同舞。MV舞蹈由藍波編舞，手勢動作繁複，呈現變魔術般效果。蔡依林於MV中更換四套服裝，包括連身印花洋裝、西部牛仔裝、休閒馬褲裝及龐克褲裝。

## 商業表現
2003年12月26日，該歌曲獲2003年臺灣飛碟聯播網年度幽浮勁碟排行榜第一名。2004年1月12日，該曲獲2003年臺灣Hit FM年度百首單曲第24名。

## 評價
騰訊新聞評論表示，專輯同名主打歌開啟蔡依林的「唱跳」風格，對華語樂壇具有重要影響。

## 現場表演
2003年3月8日，蔡依林參加臺視綜藝節目《綜藝旗艦》，演唱歌曲〈看我72變〉。同年8月2日，她於「第14屆金曲獎頒獎典禮」演唱該歌曲。同月13日，蔡依林錄製湖南衛視綜藝節目《音樂不斷歌友會》，演唱〈看我72變〉。同年10月10日，她參加「相信臺灣鬥陣Party」，演唱該歌曲。同年11月2日，蔡依林參加「中國安吉黃浦江源生態文化節」，演唱〈看我72變〉。同月15日，她出席「2003亞洲巨星反盜版激情演唱會」演唱該歌曲。同月30日，蔡依林於「明星風暴演唱會」演唱該歌曲。

## 幕後人員
- 羅希—吉他
- 馬毓芬—和聲
- 王治平—Rap
- 陳志翔—錄音師
- Johnny—錄音師
- M.E Studio—錄音室
- 摩根錄音室—錄音室
- 楊大緯—混音師
- 麗風錄音室—混音室

## 發行歷史
| 地區 | 日期          | 格式     | 經銷商   |
| ---- | ------------- | -------- | -------- |
| 臺灣 | 2003年2月19日 | 電台播放 | 新力音樂 |

## 外部連結
- YouTube上的〈看我72變〉（第14屆金曲獎現場表演）